# Rafał Szukała
Rafał Marek Szukała (Poznań, 9 aprile 1971) è un ex nuotatore polacco.
Specializzato nella farfalla ha vinto la medaglia d'argento nei 100 m farfall'alle Olimpiadi di Barcellona 1992.

## Palmarès
- Olimpiadi

Barcellona 1992: argento nei 100m farfalla.
- Mondiali

Roma 1994: oro nei 100m farfalla.
- Mondiali in vasca corta

Palma di Maiorca 1993: bronzo nei 100m farfalla.
- Europei

Bonn 1989: oro nei 100m farfalla e argento nei 200m farfalla.
Atene 1991: argento nei 200m farfalla.
Sheffield 1993: oro nei 100m farfalla.
Vienna 1995: bronzo nei 100m farfalla.